# Margaret Taylor
Margaret Mackall Smith Taylor, detta Peggy (Calvert County, 21 settembre 1788 – Pascagoula, 14 agosto 1852), fu la moglie di Zachary Taylor, il dodicesimo presidente degli Stati Uniti.

## Biografia
Nata nel 1788 a Calvert County, nel Maryland dal maggiore Walter Smith e da Ann Mackall-Smith, Margaret "Peggy" Smith era la più giovane di sette fratelli. Conobbe il luogotenente Zachary Taylor, mentre era in visita dalla sorella nel Kentucky nel 1809. Il 21 giugno 1810 la coppia si sposò, quando lei aveva ventuno anni. I due ebbero sei figli: Sarah Knox Taylor Davis (1813-1835), Anne Margaret Mackall Taylor Wood (1811-1875), Octavia Pannel Taylor (1816-1820), Margaret Smith Taylor (1819-1820), Mary Elizabeth Taylor Bliss Dandridge (1824-1909) e Richard Taylor (1826-1879).
Quando Zachary Taylor fu eletto presidente, Margaret Taylor era semi invalida, e rimase per tutto il tempo del mandato del marito reclusa al secondo piano della Casa Bianca. Le funzioni ufficiali della first lady furono assolte da Mary Elizabeth "Betty" Taylor, figlia della coppia. In seguito all'improvvisa morte del presidente, le condizioni di salute di Margaret Taylor peggiorarono rapidamente, fino a portarla alla morte il 14 agosto 1852 all'età di sessantatré anni.